# Du rififi à l'ambassade
Pour les articles homonymes, voir rififi, baraka et embassy.
Pour plus de détails, voir Fiche technique et Distribution.
Du rififi à l'ambassade, également connu sous le titre Baraka à Beyrouth (Embassy), est un film d'espionnage britannique réalisé par Gordon Hessler et sorti en 1972.
Il s'agit d'une adaptation du roman britannique Embassy de Stephen Coulter publié en 1969. Dans le roman, l'ambassade est située à Paris, tandis que dans le film, elle est située à Beyrouth.

## Synopsis
Le film met en scène Richard Roundtree dans le rôle d'un agent de la CIA, Ray Milland dans celui d'un ambassadeur, Marie-José Nat dans le rôle d'une otage, Max von Sydow dans celui d'un transfuge russe réfugié à l'ambassade, et Chuck Connors dans celui d'un assassin du KGB se faisant passer pour un officier de l'armée de l'air américaine. Broderick Crawford joue le responsable régional de la sécurité de l'ambassade, Frank Dunniger, qui doit capturer et cacher l'homme du KGB pendant que la CIA fait sortir clandestinement le transfuge de la ville.

## Fiche technique
- Titre français : Du rififi à l'ambassade ou Baraka à Beyrouth[1]
- Titre original anglais : Embassy[2],[3]
- Réalisation : Gordon Hessler
- Scenario : John Bird (en), William Fairchild d'après le roman Embassy (1969) de Stephen Coulter
- Photographie :	Raoul Coutard
- Montage : Willy Kemplen
- Musique : Jonathan Hodge (en)
- Décors : Klary Confalonieri
- Production : John Daly, David Hemmings, Mel Ferrer
- Société de production : Triad Productions, Weaver Productions
- Société de distribution : Hemdale Film Distribution
- Pays de production :  Royaume-Uni
- Langue originale : anglais britannique
- Format : couleurs - 1,85:1 - Son mono - 35 mm
- Durée : 90 minutes
- Genre : Film d'espionnage
- Dates de sortie :
  - Royaume-Uni : 2 mars 1972
  - France : 8 octobre 1975

## Distribution
- Richard Roundtree : Richard Shannon, dit « Dick Shannon »
- Chuck Connors : Kesten
- Marie-José Nat : Laure
- Ray Milland : l'ambassadeur
- Broderick Crawford : Frank Dunniger
- Max von Sydow : Gorenko
- David Bauer (en) : Kadish
- Larry Cross : Gamble
- David Healy : Phelan
- Karl Held : Rylands
- Sarah Marshall : Miss Harding
- Dee Pollock : Stacey